# Врхника (община)
Община Врхника (словен. Občina Vrhnika) — одна з общин в центральній Словенії. Адміністративним центром є місто Врхника.

## Населення
У 2011 році в общині проживало 16412 осіб, 8110 чоловіків і 8302 жінок. Чисельність економічно активного населення (за місцем проживання), 6954 осіб. Середня щомісячна чиста заробітна плата одного працівника (EUR), 886,32 (в середньому по Словенії 987.39). Приблизно кожен другий житель у громаді має автомобіль (53 автомобілі на 100 жителів). Середній вік жителів склав 40,1 роки (в середньому по Словенії 41.8). 